# Dictyna ubsunurica
Dictyna ubsunurica là một loài nhện trong họ Dictynidae.
Loài này thuộc chi Dictyna. Dictyna ubsunurica được Yuri M. Marusik & Koponen miêu tả năm 1998.